# Texella tuberculata
Texella tuberculata is een hooiwagen uit de familie Phalangodidae.